# Antero Ojala
Yrjö Antero Ojala (* 10. Dezember 1916 in Selenogorsk, Russisches Kaiserreich; † 5. Februar 1982 in Lappajärvi) war ein finnischer Eisschnellläufer und Radrennfahrer.

## Werdegang
Ojala, der für den Helsingin Luistelijat startete, gewann als Radrennfahrer Silber bei den nordischen Meisterschaften 1934 im Zeitfahren, sowie Silber bei den finnischen Meisterschaften 1933 im 50-km-Straßenrennen und 1935 im Zeitfahren. Im Eisschnelllauf wurde er im Jahr 1934 finnischer Juniorenmeister und errang bei der Mehrkampf-Weltmeisterschaft 1934 in Helsinki den 17. Platz. Im folgenden Jahr siegte er erneut bei den finnischen Juniorenmeisterschaften und belegte bei der finnischen Meisterschaft den dritten Platz. Zudem nahm er an der Mehrkampf-Europameisterschaft in Helsinki teil, die er auf dem 15. Platz beendete. In der Saison 1935/36 errang er bei der finnischen Meisterschaft erneut den dritten Platz und bei der Mehrkampf-Weltmeisterschaft 1936 in Davos den 12. Platz. Beim Saisonhöhepunkt, den Olympischen Winterspielen 1936 in Garmisch-Partenkirchen, holte er die Bronzemedaille über 5000 m. Zudem lief er dort auf den neunten Platz über 1500 m, auf den achten Rang über 500 m und auf den siebten Platz über 10.000 m. 
Bei der Mehrkampf-Weltmeisterschaft 1937 in Oslo kam Ojala auf den fünften Platz und bei der finnischen Meisterschaft 1937 auf den zweiten Rang und im folgenden Jahr bei der Mehrkampf-Weltmeisterschaft in Davos auf den 11. Platz und bei der finnischen Meisterschaft auf den dritten Rang. In den folgenden Jahren wurde er bei der finnischen Meisterschaft 1941, 1944, 1947, 1948 und 1950 jeweils Vierter und 1943 Zweiter. Bei der Mehrkampf-Europameisterschaft 1947 in Stockholm belegte er den 17. Platz und bei den Olympischen Winterspielen 1948 in St. Moritz den 26. Platz über 5000 m, den 14. Rang über 500 m sowie den 12. Platz über 1500 m. In den Jahren 1951 und 1953 kam er bei der finnischen Meisterschaft auf den dritten Platz und belegte bei der Mehrkampf-Weltmeisterschaft 1952 in Hamar den 18. Platz.

## Persönliche Bestleistungen
| Disziplin | Zeit        | Datum            | Ort                    |
| --------- | ----------- | ---------------- | ---------------------- |
| 500 m     | 43,8 s      | 29. Januar 1948  | St. Moritz             |
| 1000 m    | 1:42,2 min  | 4. Januar 1939   | Helsinki               |
| 1500 m    | 2:21,4 min  | 30. Januar 1948  | St. Moritz             |
| 5000 m    | 8:30,1 min  | 6. Februar 1936  | Garmisch-Partenkirchen |
| 10.000 m  | 17:45,1 min | 13. Februar 1937 | Oslo                   |